# Karl von und zu Liechtenstein

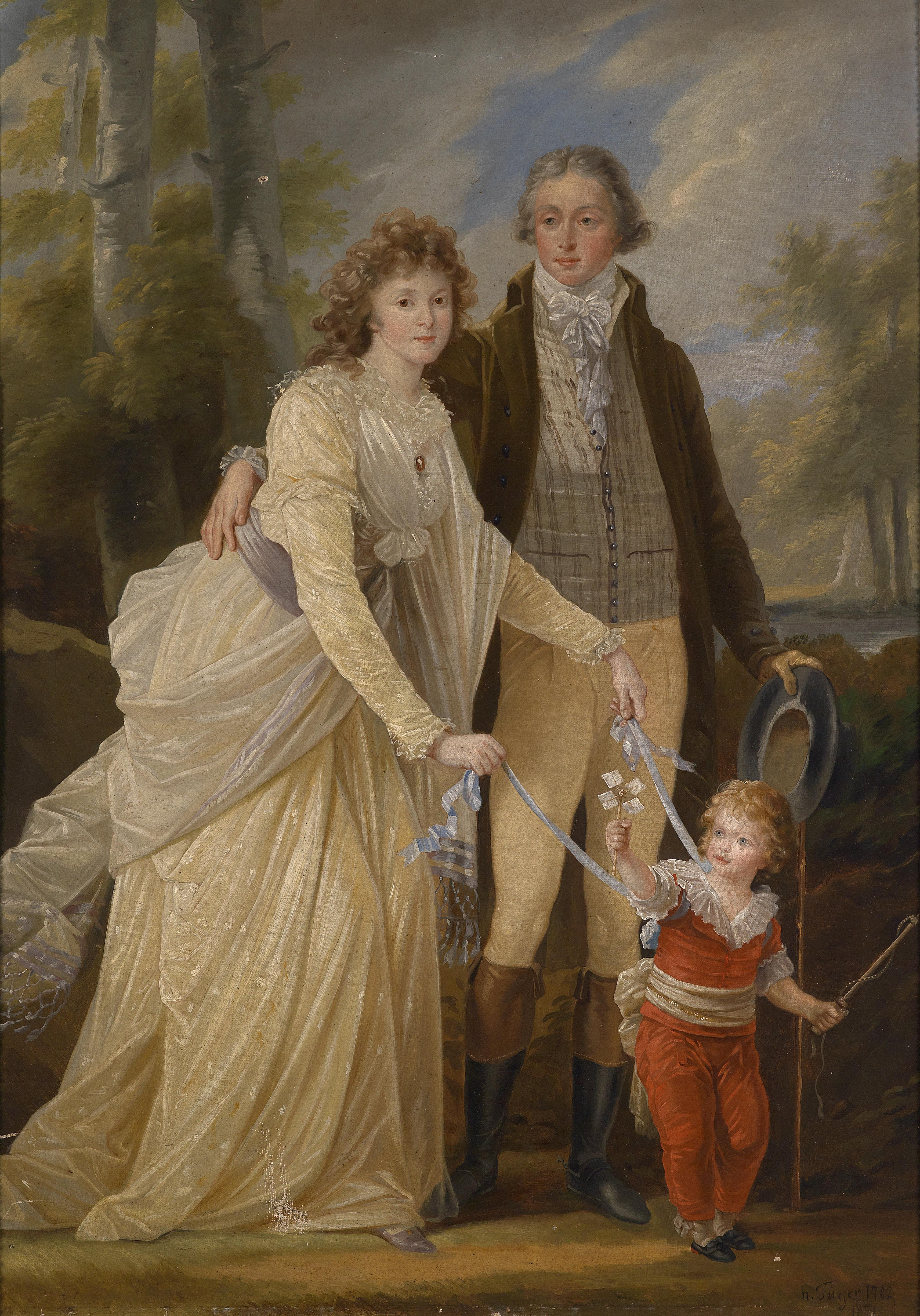
Fürst Karl von und zu Liechtenstein mit Gattin und Sohn, Kopie (1871) nach einem Gemälde von Heinrich Friedrich Füger, 1792

Fürst Karl von und zu Liechtenstein (Carl Joseph Emanuel Albinus; * 1. März 1765 in Wien; † 24. Dezember 1795 ebenda) war ein Mitglied des Hauses Liechtenstein und Direktor der Kabinettskanzlei unter Kaiser Leopold II.

## Biografie
Liechtenstein war der älteste Sohn des Fürsten Karl Borromäus von und zu Liechtenstein (1730–1789) und dessen Gemahlin Eleonore, geborene Fürstin zu Oettingen-Spielberg (1745–1812). Er genoss eine sorgfältige Erziehung. Zu Studienzwecken ging er mit einem Hofmeister nach Göttingen und unternahm danach eine Reise durch Deutschland, Holland und England, von der er 1787 zurückkehrte. Seit 1785 war er Mitglied der Freimaurerloge „Zum Heiligen Joseph“. Kaiser Joseph II. bestimmte ihn für den administrativen Dienst in den Österreichischen Niederlanden. Nach dem Tod seines Vaters 1789 übernahm er das Majorat.
Am 28. September 1789 heiratete er in Wien Gräfin Maria Anna Josepha von Khevenhüller-Metsch (1770–1849), Tochter des Grafen Johann Franz Xaver Anton von Khevenhüller-Metsch (1737–1797) und dessen Gemahlin Theresia, geborene Gräfin von Rottal (1742–1777). Aus der Ehe gingen drei Kinder hervor.
Er blieb weiterhin in kaiserlichen Diensten. Trotz seines jungen Alters ernannte ihn Kaiser Leopold II. zum Direktor der Kabinettskanzlei. Er avancierte zum Reisegefährten und Vertrauten des Kaisers, der ihn unter anderem zu dessen Krönung nach Frankfurt am Main, nach Paris, Italien, Pillnitz und Prag mitnahm. Nach dem Tod des Kaisers diente er dessen Nachfolger Franz II. nur als Kämmerer, in welcher Eigenschaft er zweimal wöchentlich am Hofe zu erscheinen hatte. 1795 fand sein Leben nach einem Duell mit dem Osnabrücker Domherrn Ferdinand von Weichs, der ihm in einer Rangelei um die Gunst der schönen Salonnière Fanny von Arnstein, der Gattin des Wiener Bankiers Nathan Adam von Arnstein, eine Ohrfeige verabreicht hatte, ein frühes Ende.
Sein Leichnam wurde nach Mährisch Kromau überführt und in der Familiengruft bestattet.

## Nachkommen
- Karl (1790–1865) ⚭ 1819 Gräfin Franziska von Wrbna und Freundenthal (1799–1863)
- Leopold (1792–1800)
- Maria (*/† 1795)